# Steffen Kottkamp
Steffen Kottkamp (* 1968 in Bremen) ist ein deutscher Fernsehjournalist und ehemaliger Programmgeschäftsführer (2008–2013) des Kinder- und Jugend-Fernsehprogramms KiKA.

## Leben
Kottkamp ist ein Sohn des Sportjournalisten Volker Kottkamp. Bis 1989 absolvierte er eine Ausbildung zum Kameraassistenten, 1990 begann er sein Studium der Medienpädagogik, Psychologie und Politik in Augsburg und Frankfurt/Main.
1996 und 1997 arbeitete er beim Südwestfunk an der Konzeption und Betreuung des Internet-Angebots kindernetz.de der dortigen Hörfunk- und Fernseh-Kinderprogramme und war daneben als freier Redakteur im Familienprogramm tätig. Anschließend wechselte er als Redakteur und Moderator zum Sender Freies Berlin (ab 2003 Rundfunk Berlin-Brandenburg) und war für das Kinder- und Jugendprogramm des Senders bei ARD und KiKA verantwortlich. 2004 war er zudem Moderator einer wöchentlichen Lebensberatungs-Sendung im dritten Fernsehprogramm. 2005 wurde er bei der Produktionsfirma Studio.TV.Film Chefproducer, verantwortlich für die Weiterentwicklung bestehender Formate und die Entwicklung und Betreuung neuer Formate.
2008 wurde Kottkamp Programmgeschäftsführer des Kinderkanals. Nachdem 2011 bekannt wurde, dass Herstellungsleiter Marco K. über Jahre mindestens acht Millionen aus dem Senderetat für seine Spielsucht missbrauchen konnte, ermittelte die Staatsanwaltschaft auch gegen Kottkamp, der 2012 beurlaubt und nach Einsicht des Senders in die Akten der Staatsanwaltschaft 2013 entlassen wurde. Er betont seine Unschuld: „Mir – der ich in diese Situation von außen hinzugekommen bin – vorzuwerfen, ich habe auf der Klaviatur der Korruption und Unterschlagung mitgespielt, ist grotesk.“
Im Januar 2014 wurde die Kündigung in Form einer einvernehmlichen außergerichtlichen Einigung rückgängig gemacht. Alle Vorwürfe und Forderungen wurden aufgehoben, Kottkamp nachträglich noch bis zum 31. Dezember 2013, dem ursprünglichen Ende seiner Amtszeit beim KiKA, weiterbeschäftigt. Ab Dezember 2016 verantwortet Kottkamp in seiner Rolle als Director Kids & Family bei Viacom International Media Networks GSA die Geschicke von Nickelodeon in Deutschland, Österreich und der Schweiz.